# Premis Ondas 1994
Els Premis Ondas 1994 van ser la quaranta-unena edició dels Premis Ondas, fallats el 26 d'octubre de 1994. A més de les categories nacionals i internacionals de ràdio i televisió, aquesta edició conté guardons de cinema (atorgats per primer cop el 1991) i de música (atorgats per primer cop el 1992). La cerimònia d'entrega es va dur a terme el 13 de novembre de 1994, coincidint amb el 70è aniversari de Ràdio Barcelona, amb una retransmissió del programa Hoy por hoy, presentat per Iñaki Gabilondo, des del Cinema Novedades. Va comptar amb la presència de Sting i Julio Iglesias.

## Nacionals de ràdio
- Los desayunos de radio 1 de RNE
- La radio de Julia d'Onda Cero
- La Ventana de la Cadena SER

## Nacionals televisió
- Inocente, inocente de Zeppelin TV
- Cifras y letras de TVE
- Historias de la puta mili de Tele 5

## Hispanoamericans ràdio i televisió
- Emissora KLAX-FM de Los Ángeles
- Cara a cara de Darío Arizmendi de Caracol Televisión de Colòmbia

## Internacionals ràdio
- Krieg auf der autobahn, ARD/HR
- Grand Angle Vivre handicapé, France Culture
- La Barcaccia: A piedi nudi nel palco Rai Radio 3

## Internacionals televisió
- Planete chaude: Rachida, lettres d'Algérie France 3
- Ciutadans, Televisió de Catalunya
- The big story: Snapping The Ratbag ITV/Carlton Television

## Cinema
- Millor director: Imanol Uribe per Días contados
- Millor actor: Carmelo Gómez per Días contados
- Millor actriu ex aequo Ruth Gabriel per Días contados, Candela Peña per Hola, ¿estás sola? i Elvira Mínguez
- Millor pel·lícula: La teta i la lluna de Bigas Luna
- Millor pel·lícula iberoamericana: Fresa y chocolate de Juan Carlos Tabío i Tomás Gutiérrez Alea
- Premi especial: José Luis Guarner "in memoriam"

## Música
- Millor cançó: Contamíname de Pedro Guerra, interpretada per Ana Belén i Víctor Manuel
- Millor grup espanyol: Presuntos Implicados
- Millor grup revelació espanyol: Umpah-pah
- Millor àlbum: El Pan y la Sal, de Presuntos Implicados
- Millor clip: Sabor sabor, de Rosario
- Realitzador: Fernando de France
- Millor artista llatí: Juan Luis Guerra
- Artista revelació llatí: Carlos Vives
- Música clàssica: Las Mejores Obras de Cantos Gregorianos Coros del Monasterio de los Monjes De Silos
- Premi Ondas de l'organització a la Millor trajectòria en música popular: Sting
- Premi Ondas especial a la trajectòria més internacional en la història de la ràdio: Julio Iglesias